# Frank Lloyd Wright
Frank Lloyd Wright (Richland Center, 8 giugno 1867 – Phoenix, 9 aprile 1959) è stato un architetto statunitense, tra i più importanti del XX secolo.
Tra le figure più influenti nella storia dell'architettura contemporanea viene ricordato, assieme a Ludwig Mies van der Rohe, Le Corbusier, Walter Gropius e Alvar Aalto, come maestro del Movimento Moderno. Romanticamente legato all'ideologia individualistica del "pionierismo" statunitense, si volse all'approfondimento del rapporto fra l'individuo e lo spazio architettonico e fra questo e la natura, assunta come fondamentale riferimento esterno. Questi suoi interessi lo portarono a prediligere come tema le case d'abitazione unifamiliari ("prairie houses"), che costituirono l'aspetto determinante del suo primo periodo di attività.
Nel suo volume Architettura organica del 1939 Frank Lloyd Wright espresse compiutamente la sua idea di architettura, che si fondava sul rifiuto della mera ricerca estetica o del semplice gusto superficiale così come una società organica dovrebbe essere indipendente da ogni imposizione esterna contrastante con la natura dell'uomo. La progettazione architettonica dovrebbe creare un'armonia tra l'uomo e la natura, costruire un nuovo sistema in equilibrio tra ambiente costruito e ambiente naturale attraverso l'integrazione dei vari elementi artificiali propri dell'uomo (costruzioni, arredi) e naturali dell'intorno ambientale del sito. Tutti divengono parte di un unico interconnesso organismo, spazio architettonico. La casa sulla cascata del 1936 è l'esempio più pragmatico ed eccezionale di questo modo wrightiano di fare ed intendere gli spazi, la cosiddetta architettura organica, insignito nel 2019 con l'iscrizione di otto dei progetti di Wright nella lista dei patrimoni dell'umanità, con la seguente motivazione:
(UNESCO)

## Biografia

### Infanzia
Frank Lincoln Wright nacque nel villaggio di Richland Center, nel Wisconsin, Stati Uniti, l'8 giugno 1867. Il padre, William Cary Wright (1825-1904), era laureato in legge ma era attivo come oratore, insegnante di musica e pastore; verso il padre il piccolo Frank palesò un atteggiamento di amore-odio, apprezzandone la passione contagiosa per la musica (soprattutto Johann Sebastian Bach) ma deprecandone i modi autoritari, distanti, quasi aggressivi nella loro indifferenza.
La madre di Frank, Anna Lloyd Jones (1838/39-1923), apparteneva ad un'illustre famiglia gallese emigrata nel Wisconsin nel 1845, ed era figlia di Richard Lloyd Jones e Mary Thomas James, emigrati gallesi. Suo zio, Jenkin Lloyd Jones (1843-1913), era Ministro della corrente degli Unitariani universalisti, di cui anche il padre faceva parte.
Stando all'autobiografia di Wright, la stessa Anne era sicura che il suo primogenito sarebbe cresciuto costruendo «edifici belli»: per stimolare la creatività del figlio era solita decorare la sua cameretta con incisioni raffiguranti imponenti cattedrali inglesi. Si trattava, insomma, di una figura decisamente più amorevole e protettiva, oltre che determinante nella formazione del piccolo: fu accompagnato da Anna, infatti, che il giovane Frank, nel 1876, si recò all'esposizione internazionale indetta per il centenario di Philadelphia, dove scoprì i giochi fröbeliani. Ideati dal pedagogo tedesco Friedrich Fröbel, erano cartoni e cubi di legno dalle forme geometricamente esatte, dipinti di colori primari, che guidavano i bambini alla conoscenza della composizione, della scomposizione di volumi principali in secondari e delle relazioni tra diverse forme. Questi giochi potevano infatti essere combinati in infiniti modi, in due o persino tre dimensioni, e, come sosteneva Fröbel, erano molto utili se impiegati per rappresentare con forme geometriche oggetti naturali. Molti anni dopo, famoso in tutto il mondo, Wright ebbe modo di dire: «I lisci triangoli di cartone e i levigati blocchetti di acero restarono impressi nella mia memoria infantile e costituirono una esperienza indimenticabile».
La giovinezza di Wright fu assai tumultuosa. Presto, infatti, si incrinarono i rapporti con il padre, che frattanto si separò con Anna, accusandola di aspre carenze sul piano affettivo: fu anche per questo motivo che, una volta compiuti i quattordici anni, Frank cambiò il suo secondo nome da Lincoln a Lloyd, in onore proprio della famiglia materna, i Lloyd Joneses. A questi anni risale anche la prima formazione di Wright, la quale fu condotta in maniera abbastanza deludente: dopo aver terminato la Madison High School, forse senza mai aver conseguito il diploma, fu ammesso all'Università di Wisconsin-Madison nel 1886, dove collaborò persino con l'ingegnere Allan D. Conover, senza tuttavia laurearsi. Fu questo quindi un periodo decisamente improduttivo, ma durante il quale Wright effettuò copiose letture, avvicinandosi al Dizionario ragionato di architettura di Eugène Viollet-le-Duc e a Le pietre di Venezia di John Ruskin.

### Esordi professionali

#### Silsbee
Malgrado i tendenziali insuccessi accademici Wright era tutt'altro che disposto ad arrendersi: fu per questo motivo che, nel 1887, si avventurò a Chicago alla ricerca di un lavoro. La città era stata distrutta quasi completamente da un incendio scoppiato nel 1871, cui seguì tuttavia un forte sviluppo economico, demografico e tecnologico: Wright avrebbe poi ricordato che, seppure il primo impatto con la città fu tutt'altro che favorevole (ne disdegnava i quartieri degradati, le strade sovraffollate, e l'architettura tutto sommato deludente), era più che determinato nel trovare lavoro.
In pochi giorni, e dopo aver preso contatti con vari architetti celebrati, Wright fu assunto come progettista nello studio di Joseph Lyman Silsbee. In questo cenacolo architettonico fecondo, animato da futuri nomi come Cecil Corwin, George W. Maher, e George G. Elmslie, Wright lavorò ai progetti dell'All Souls Church a Chicago e dell'Hillside Home School I. Fu una collaborazione dunque fruttuosa, ma che lasciava insoddisfatto Wright, il quale non si sentiva gratificato dall'irrisorio salario (appena otto dollari settimanali). Pur apprezzandone lo stile «graziosamente pittoresco», più valente secondo il suo giudizio rispetto alle altre «brutalità» del periodo, Wright ambiva a lavori più soddisfacenti e progressisti.

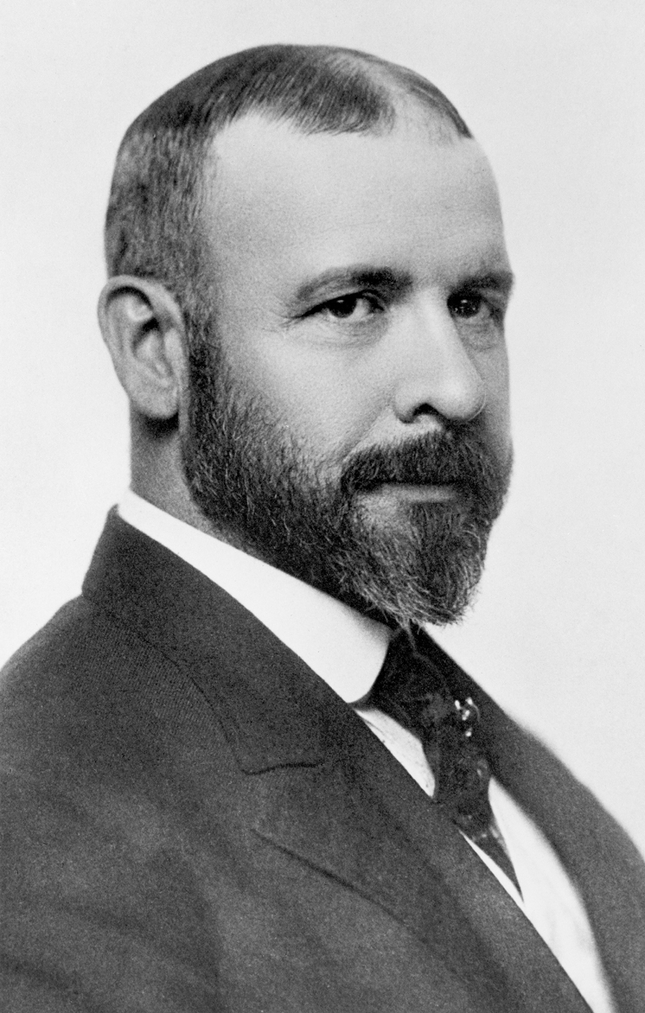
Foto di Louis Sullivan, il lieber Meister

#### Adler e Sullivan
Ben presto Wright apprese che lo studio di Chicago gestito dal duo architettonico Adler & Sullivan era «alla ricerca di un progettista per completare gli interni dell'auditorium di Chicago»: dopo una serie di interviste i due accettarono Wright nel proprio studio. Adler e Sullivan lasciarono un'impronta profonda nella fantasia creativa di Wright, il quale ammirava «nel primo - più anziano ed esperto - l'iniziativa imprenditoriale, la mente organizzativa, il tecnico sicuro e navigato, lo spirito razionale e la concretezza operativa; nell'altro il giovane di sicuro avvenire, l'artista geniale, dotato di una innata forza creativa e di un potere raziocinante, tipico della mente superiore, capace di rovesciare d'impulso gli irretenti parametri delle convenzioni e del comune buonsenso» (Marco Dezzi Bardeschi). Nel Testamento Wright avrebbe ricordato: «un grande rivoluzionario, ingegnere nell'esercito confederato, costruttore e teorico, Dankmar Adler; e il suo giovane socio, un genio, reduce ribelle dell'Accademia parigina, Louis H. Sullivan, praticavano architettura, verso il 1887, appunto là, nella città di Chicago; [erano] allora gli unici architetti moderni, con i quali, per questo motivo, intendevo lavorare».
Con Sullivan in particolare, tra le figure architettoniche più interessanti e in controtendenza della Chicago di quei tempi, Wright saldò un fecondo rapporto non solo professionale, ma anche umano, alimentato dalla collaborazione per la progettazione di grandi edifici (come lo Schiller Building e l'auditorium di Chicago) e da incessanti discussioni sul rapporto tra ornamento e funzione e sul senso dell'architettura in generale: l'intesa stabilita tra i due era così vivida che Wright era solito riferirsi a Sullivan come «lieber Meister» (in tedesco, amato o vecchio maestro). Parallelamente alla felice collaborazione con il lieber Meister Wright condusse anche un'appagante vita sentimentale, coronata dalle nozze con Catherine Lee "Kitty" Tobin (1871-1959), celebrate il 1º luglio 1889.
Intanto, la pressione economica sortita dal neonato nucleo famigliare iniziò a farsi sentire, e i gusti dispendiosi dello stesso Wright in materia di vestiti e autoveicoli certamente non aiutavano. Furono queste contingenze a sollecitare Wright ad accettare committenze sotterranee, svolgendole in maniera autonoma rispetto allo studio Adler & Sullivan, al di fuori del regolare orario di lavoro. In questo modo Wright ebbe l'opportunità di approfondire il tema della casa unifamiliare, ponendo le basi per le future realizzazioni della maturità: ben presto, tuttavia, Sullivan si accorse di queste «case di contrabbando» (come furono soprannominate) e questo fu motivo di un'aspra disputa tra i due, che si risolse con l'allontanamento di Wright dallo studio, proprio in quanto le obbligazioni contrattuali gli imponevano di non svolgere incarichi indipendenti.

### Le prime realizzazioni e le «case della prateria»
Non fu solo la collaborazione con il Sullivan a plasmare culturalmente Wright. Importante, in tal senso, è stata anche la visita alla Fiera Colombiana di Chicago nel 1893, celebrata per festeggiare il quattrocentenario dell'arrivo di Cristoforo Colombo sul Nuovo Continente. Questa terrificante «catastrofe», come ebbe a dire lo stesso Wright nel Testamento, servì a promuovere lo stile neoclassico e quello Beaux-Arts, all'epoca in piena fioritura, ed apparve agli occhi dell'architetto come una «mascherata tragica», una «ondata straripante di megalomania», un «sovvertimento insensato». Dalla tronfia estetica eclettica e classicista di quest'esposizione, paragonata da Wright ad uno «snervante artificio» che «mostrava il volto fiorito del formalismo teorico delle Accademie [e] il pervertimento di quanto di architettonicamente moderno era stato raggiunto attraverso la negazione», derivò una convulsa ubriacatura generale, in quanto furono in molti a convertirsi euforicamente ai modi revivalisti avallati dalla Fiera, come osservato dallo stesso Wright: «ogni ambizioso imbecille che esercitasse la professione di architetto, in tutta l'America, ne restò affascinato».

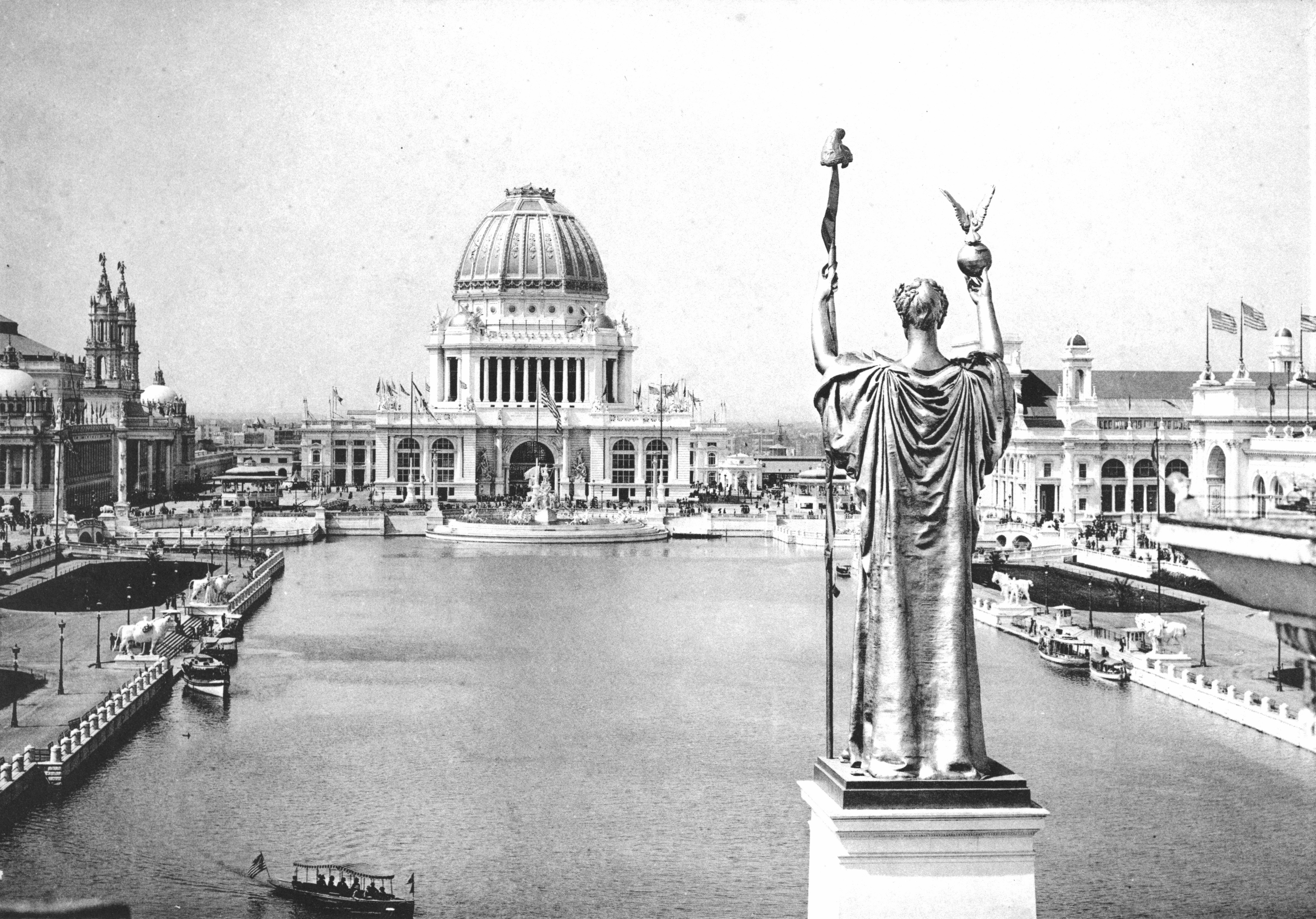
La Fiera Colombiana di Chicago

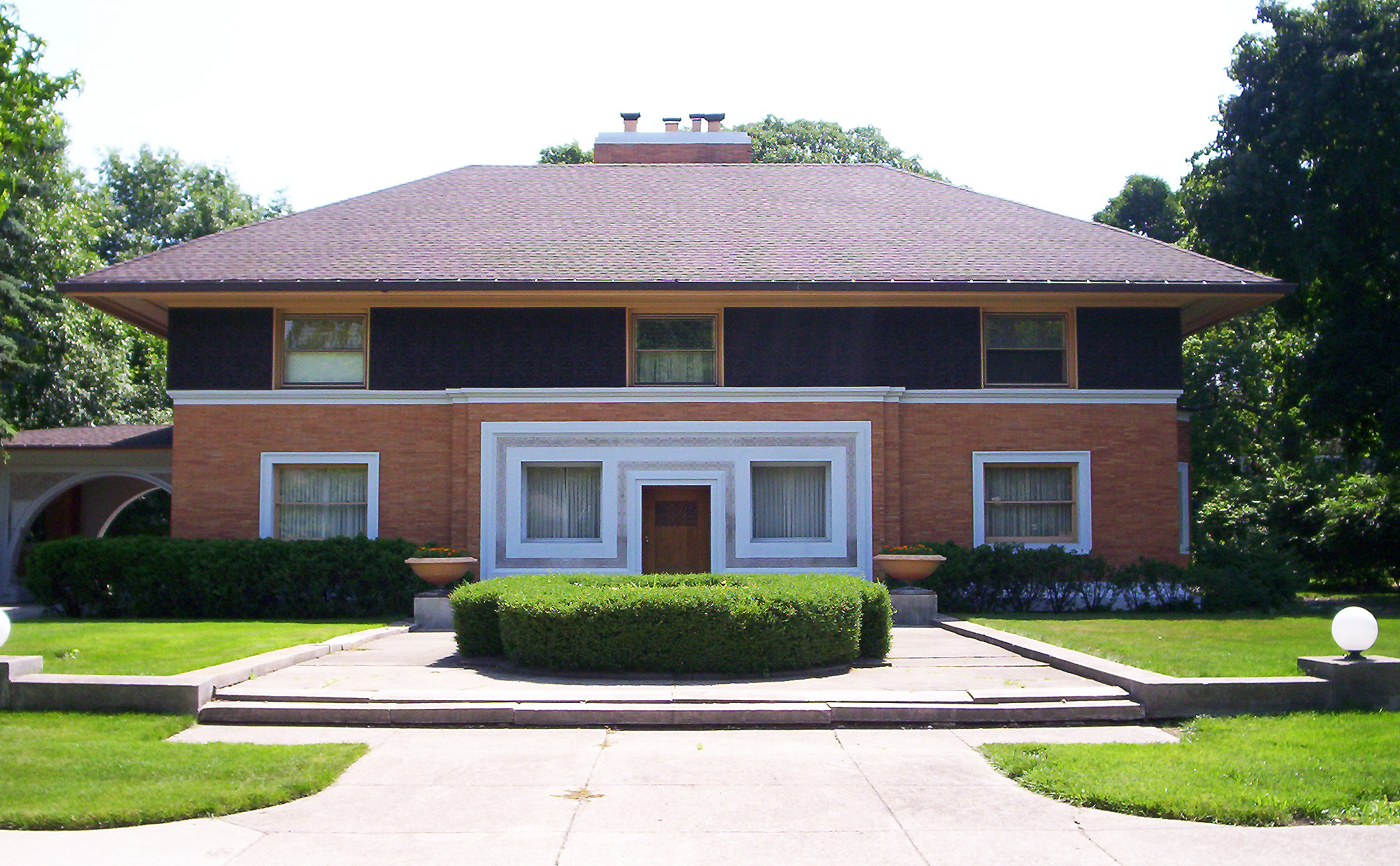
Prospetto della Winslow House

Lo stesso Wright, tuttavia, trasse fecondo insegnamento dalla visita della Fiera Colombiana, la quale se, da una parte, confermò infaustamente i modi neomedievalisti e neoclassici che tanta risonanza ebbero nell'America di fine Ottocento, dall'altra servì a far scoprire al nostro l'architettura giapponese. Nel caos della fiera, infatti, si apriva un piccolo isolotto artificiale, il Wooded Island, all'interno del quale era stato ricavato un piccolo tempio giapponese, lo Ho-o-den, progettato da Masamichi Kuru: l'influenza che la tradizione giapponese, così distante dai canoni espositivi, ebbe su Wright fu immensa, e se ne discuterà con maggiore dettaglio nel paragrafo Stile. Significativo, dunque, appare che nello stesso anno della scoperta dell'architettura giapponese Wright debuttò per la prima volta in uno studio autonomo, locato all'ultimo piano dello Schiller Building, a Randolph Street, Chicago: «so che quando nel 1893 posi le lettere dorate Frank Lloyd Wright, Architetto sul pannello, in un'unica lastra di cristallo sull'uscio nello Schiller Building, le cause del ristagno culturale che riscontravo stavano nelle suggestioni esercitate sulla società dal classicismo che permeava sempre di più l'opera dell'AIAA. Frutto effimero di un'educazione architettonica inadeguata, sommergeva la qualità autentica della vita americana». Successivamente, grazie alla situazione economica migliorata, fu in grado di ampliare la propria residenza a Oak Park e insediare lì lo studio.
Mentre Sullivan era impegnato nella progettazione di grattacieli e grandi strutture, ubicati in contesti fortemente urbanizzati, Wright preferiva confrontarsi con il tema - solo apparentemente più modesto - dell'edilizia residenziale unifamiliare, studiata con i suggerimenti provenienti dal tirocinio con Sullivan, dalla ricezione dell'estetica giapponese e dalle reminescenze provenienti dai giochi froebeliani: da questo connubio di influenze sorsero la Winslow House, che armonizza ornamenti di ascendenza sullivaniana con una geometria fortemente semplificata, basata sull'impiego rigoroso di linee orizzontali, ma anche i Francis Apartments, la Rollin Furbeck House, la Husser House, oltre che creazioni più tradizionaliste (ma non per questo immuni dall'influenza del Giappone e di Sullivan), eseguite per i clienti più conservativi, come la Bagley House, la Moore House I, e la Charles E. Roberts House. Importante, nella parabola architettonica wrightiana, anche la casa che egli progettò per sé stesso presso Oak Park, vera e propria palestra e laboratorio per sperimentare «in prima persona» le proprie idee architettoniche, oltre che per offrire rifugio a una famiglia sempre più numerosa con la nascita di Catherine nel 1894, di David nel 1895 e di Frances nel 1898.
Di grande pregio sono anche le prairie houses, le «case della prateria» commissionate dall'agiata borghesia di Chicago inserite, malgrado il nome, nella lottizzazione extraurbana della città. Le realizzazioni prairie, come si vedrà in maniera più rigorosa nel paragrafo Stile, sono tendenti ad aprirsi verso il contesto naturale circostante e ad ispirarsi alla tradizione maya e precolombiana: sono, inoltre, caratterizzate da spazi organici, continui, che partendo dall'epicentro del camino (cui veniva assegnata una posizione preminente) si espandono secondo schemi precisi, oltre che da materiali edilizi tendenzialmente naturali (come il legno o la pietra), e rappresentano la prima risposta di rilievo alla meditazione wrightiana sul tema delle residenze unifamiliari. Queste riflessioni, già contenute nella Hickox House e nella Bradley House (trait d'union tra il Wright degli esordi e quello maturo), appaiono particolarmente evidenti nella Thomas House, nella Willits House e, soprattutto, in quelli che sono unanimemente considerati i capolavori della cultura prairie, ovverosia la Coonley House di Riverside e la Robie House di Chicago.

### Mamah Borthwick Cheney
Nel frattempo, in questo periodo fecondo di realizzazioni di pregio, la progenie di Wright e Kitty era divenuta particolarmente numerosa - i due, infatti, avevano generato ben sei figli in dieci anni. Nell'ottobre del 1909, tuttavia, una donna sopraggiungerà nella biografia amorosa di Wright: era costei Mamah Borthwick, moglie dell'ingegner Edwin Cheney, committente di una villa che Wright stava progettando ad Oak Park. Mamah si invaghì subito di Wright, il quale la ricambiò in questa passione amorosa. Protofemminista dal notevole spessore intellettuale, sfiorita dopo il primo matrimonio, Mamah avrebbe poi scritto: «Sono rimasta ferma alle sponde della vita e l’ho guardata scorrere. Ora voglio tuffarmi e nuotare nel fiume. Voglio sentire la corrente». Le seguenti parole, invece, sono di Frank Lloyd Wright: «[Rivolgendosi a Mamah] Trovare te mi ha dato libertà, mi ha fatto credere che potesse esistere qualcosa di più vasto. Mi fai desiderare di essere migliore, come uomo e come artista. Sarei una persona così triste se non ti avessi incontrata ...».
Era questo d'altronde un periodo delicato per Wright, che intendeva superare il modello residenziale proposto dalle case della prateria a favore di un'architettura più democratica. Complice anche questa instabilità stilistica, inquinata da umori sottili, nel 1909, quando il cantiere della Robie House non era neppure terminato, Mamah e Wright lasciarono le rispettive famiglie e partirono alla volta dell'Europa, dove l'architetto era atteso dal berlinese Ernst Wasmuth che intendeva raggrupparne le creazioni più significative in un portfolio, come esemplificazione del suo stile e delle sue capacità tecniche. L'opera, intitolata Ausgeführte Bauten und Entwürfe von Frank Lloyd Wright, finì per raggruppare più di cento litografie delle opere di Wright e fu pubblicata nel 1911: la risonanza che ebbe, insieme alla contemporanea pubblicazione di un secondo volume fotografico delle opere realizzate, sempre pubblicata da Wasmuth, fu vastissima e contribuì a far riverberare la notorietà dell'architetto nei circoli culturali europei, mentre in America il suo nome era ricoperto di scandalistici vituperi e di pettegolezzi.

### Crisi e l'"Esilio" del 1909-1910
( Frank Lloyd Wright, Autobiografia.)
(Lettera di Frank Lloyd Wright a Darwin D. Martin)
Terminato l'interludio berlinese Wright proseguì il suo «esilio volontario», come egli stesso lo definì nella propria autobiografia, prima a Firenze fra il novembre 1909 e il febbraio 1910 dove visse con il primogenito Lloyd Wright ed il collaboratore Taylor Woolley in una casa nella via dell'Erta Canina e successivamente, riunitosi con Mamah, presso il villino Belvedere «nell'antica Fiesole, più in alto della romantica città delle città, Firenze, in una piccola villa color crema di Via Verdi», perfetta per cercare «riparo accanto a colei che l'impeto della ribellione, oltre all'amore, aveva portato nella mia vita». Durante il soggiorno fiesolano Wright effettuò lunghe passeggiate ed escursioni, senza per questo estinguere le sue pulsioni progettuali, disegnando una casa studio-ideale, con un giardino mediterraneo recintato, aperta sui colli fiorentini, da destinare a residenza italiana di sé stesso e di Mamah. Wright, tuttavia, non voleva rimanere sul Vecchio Continente e perciò egli, una volta fatto ritorno in America, non rinunciò tuttavia a quest'ambizione e progettò nelle valli del Wisconsin una nuova dimora, battezzandola Taliesin.

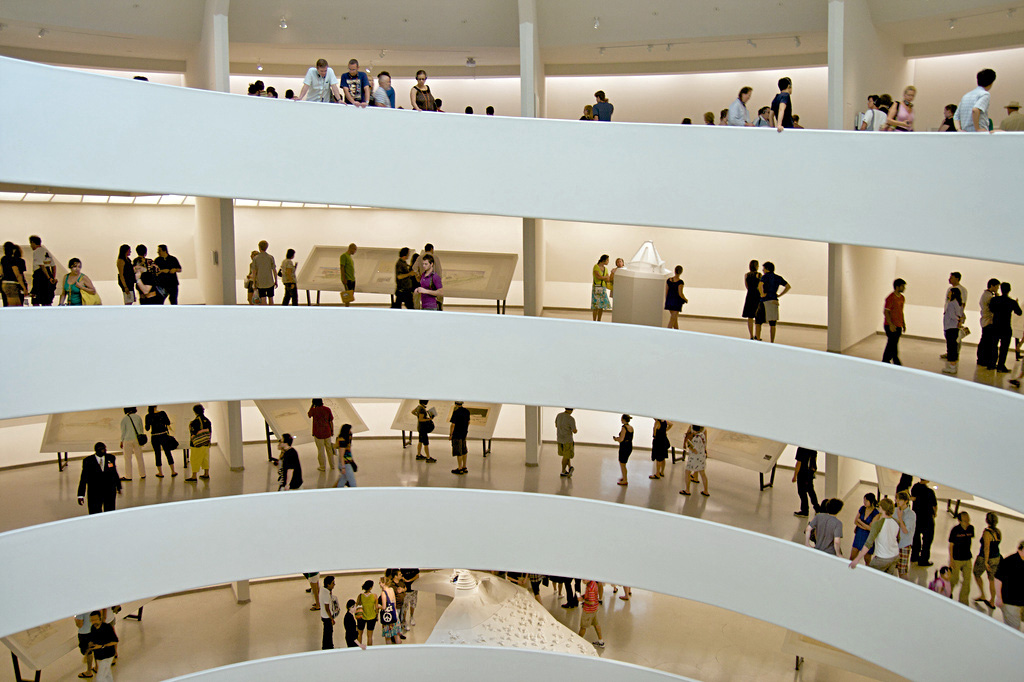
La rampa del Guggenheim

Gli anni tra il 1909 e il 1910 furono un periodo di "svolta" per Wright, quando, poco più che quarantenne, abbandona improvvisamente la sua vita in America. Lascia la famiglia, la casa e lo studio di Oak Park, nei pressi di Chicago, nonostante avesse già progettato edifici che gli avrebbero garantito un posto nella storia dell'architettura americana. Wright si trasferisce in Italia, scegliendo di stabilirsi tra Fiesole e Firenze, luoghi simbolici per il Rinascimento, un'epoca che egli considerava l'apoteosi dell'accademismo, un concetto che rigettava profondamente. Questo periodo riflette la sua avversione per l'ordine simmetrico e l'armonia classica, idee che sarebbero state successivamente propagate in Italia da Bruno Zevi, che ereditò da Wright la visione anticlassica e innovatrice. Con il trasferimento in Italia, Wright cercava di superare una crisi personale e artistica, tentando di uscire dall'apatia in cui si sentiva immerso, nonostante il successo professionale fino a quel momento.
Frank Lloyd Wright, secondo Carlo Nardi, non si accontentava mai: si percepiva come un genio, investito di una missione superiore. Nardi sottolinea come Wright, nella sua evoluzione artistica, procedesse per accrescimento, senza mai rinnegare i passi già compiuti, ma costruendo continuamente su di essi. Questo processo di arricchimento continuo non si limitava a un'autocostruzione superficiale come quella del self-made man, ma rifletteva una "profezia" più profonda, simile a quella descritta da Edoardo Persico, ben più complessa rispetto alla visione razionale e utopica di Le Corbusier. Wright, infatti, si inseriva in una tradizione americana di pensatori come Emerson e Whitman, per i quali la wilderness, ossia la natura selvaggia e non civilizzata, era il vero codice genetico dei pionieri americani. Questa natura non era semplicemente "buona", ma possedeva una forza primordiale e incontrollabile, paragonata alla potenza della balena Moby Dick affrontata dal capitano Achab. Wright, secondo Nardi, incarnava lo spirito eroico capace di dominare e orientare tali forze, inserendosi così tra quegli "Eroi" che Thomas Carlyle descrive nel suo celebre libro. Come Dante, Wright era un eroe capace di compiere imprese gigantesche, plasmandosi come figura centrale nella trasformazione del proprio tempo.
La megalomania di Frank Lloyd Wright, come descritta da Carlo Nardi, nasce da un orgoglio talmente giustificato che, secondo Nardi, era inevitabile ammettere che Wright poteva permetterselo. Questo atteggiamento, comune ai geni, è ciò che li trasforma in eroi quando riescono a confermare le aspettative. Nardi fa un parallelo con Melville, ma richiama anche Victor Hugo e la famosa frase “ceci tuera cela” di Notre-Dame de Paris, che preconizzava la morte dell'architettura a causa della stampa. Wright, al contrario, non credeva in questa predizione e rimase un accanito lettore, tanto da intraprendere, durante il suo viaggio in Italia, un ambizioso progetto editoriale. Si tratta del Portfolio Wasmuth, pubblicato a Berlino nel 1910, un'opera monumentale composta da cento tavole litografiche che raccoglievano le sue principali opere, testimoniando il suo genio e la sua missione di annunciare agli americani la rivoluzione architettonica di cui si sentiva il portavoce. Wright mostrava un senso di predestinazione, come dimostrato anche nella scelta del nome Usonian House, ispirato a Samuel Butler, che aveva suggerito di chiamare gli Stati Uniti "Usonia" e i suoi cittadini "usoniani". In Wright c'era sempre una dimensione fondativa e battesimale, quasi biblica, come se ogni sua opera fosse un atto di creazione. Tuttavia, pochi anni dopo, un incendio distrusse la prima Taliesin e gran parte delle copie del Portfolio Wasmuth, contribuendo alla creazione del mito wrightiano.
Nardi cerca di svelare le motivazioni profonde dietro il soggiorno italiano di Frank Lloyd Wright, apparentemente contraddittorio dato il suo rifiuto della classicità rinascimentale. Wright considerava Palladio, Bramante e Sansovino scultori più che architetti, distanziandosi dalla loro concezione di proporzione e armonia, che vedeva come limitanti. Tuttavia, Carlo Nardi invita a considerare un legame nascosto tra Wright e i maestri del Rinascimento, sottolineando come concetti come proporzione e bellezza fossero comunque parte del vocabolario wrightiano, nonostante il suo rifiuto del classicismo. Nardi osserva che Wright e i suoi contemporanei, nel parlare di Rinascimento, si riferivano probabilmente alle reinterpretazioni neoclassiche e del Beaux-Arts, piuttosto che agli autentici maestri del Quattro e Cinquecento. Eppure Wright menzionava esplicitamente nomi come Palladio, Bramante e Sansovino, paragonandoli a scultori, il che suggerisce una percezione della loro architettura come forma plastica, non pura costruzione. Nardi fa notare che questo destino di "architetto-scultore" non era estraneo nemmeno ad altri maestri moderni, come Le Corbusier, la cui Villa Savoye è un esempio di architettura concepita come scultura, con forme geometriche pure sospese nello spazio.
Nel 1909, quando Frank Lloyd Wright lascia l'America per recarsi in Italia, si trova in una fase di profonda crisi personale e professionale. Nella sua autobiografia, Wright ammette di essere esausto e di aver perso l'interesse per il proprio lavoro. Questo esaurimento psicologico lo porta a compiere una scelta drastica, cercando un nuovo inizio per riconquistare il vigore creativo e il posto nella storia riservato ai profeti. Wright, ormai quarantenne, si rende conto che i successi ottenuti fino a quel momento non sono sufficienti a garantirgli la fama duratura che desidera. l'esperienza di Frank Lloyd Wright a Fiesole ha influenzato lo sviluppo del suo pensiero architettonico e portato alla nascita del prototipo di Taliesin. A Fiesole, Wright progetta una casa-studio che si distanzia dalla tradizione delle Prairie Houses americane: invece della tipica articolazione fluida degli spazi attorno al camino centrale, gli ambienti sono organizzati in sequenze, con una grande hall al centro che mette in comunicazione le corti della casa più che gli spazi interni. Nardi riflette sulla possibilità che Wright sia stato ispirato dalla tipologia delle case toscane, che rappresentano una tradizione secolare del territorio. La residenza di Wright a Fiesole, chiamata Villino Belvedere, offriva una vista panoramica su Firenze, simile a quella della casa di Giovanni Michelucci, situata anch'essa su un terreno scosceso con una loggia che dominava la città. Questo scenario toscano rappresentò per Wright un rifugio, paragonabile a quello che successivamente sarebbe stato Taliesin negli Stati Uniti. Anche se Wright cercò di nascondere l'influenza toscana nei suoi progetti, Nardi rileva come questa traccia riemerga nei disegni per la casa della sorella nel 1911, dove compaiono elementi caratteristici come cipressi, corti cintate e terrazze che richiamano la Villa Medici.
Fiesole rappresenta per Wright un laboratorio sperimentale in cui prende forma il concetto di Taliesin, un punto di svolta significativo nella sua carriera architettonica.
(Lettera di Frank Lloyd Wright a Charles Robert Ashbee)

### Ultimi anni
Taliesin è stato il primo poeta celtico del VI secolo e con tale denominazione Wright intendeva nobilitare le proprie origini gallesi. Il significato di tale nome era «ciglio splendente»: tutt'altro che splendente, tuttavia, fu il destino della costruzione, destinata a collassare sotto l'effetto di un incendio appiccato da Julian Carlton, un servo delle Barbados, in data 15 agosto 1914. Tra le fiamme, oltre che Taliesin, perirono anche Mamah, i due suoi bambini (John e Martha Cheney), il giardiniere David Lindblom, l'operaio Thomas Brunker, il progettista Emil Brodelle e il figlio di un altro operaio, Ernest Weston. Carlton, che dopo aver appiccato l'incendio tentò invano di suicidarsi, fu tradotto in carcere a Dodgeville. Wright fu devastato da questo tragico epilogo, che la stampa interpretò come fatale castigo dei suoi presunti misfatti non solo architettonici, ma anche morali, ma era pronto a ricominciare: «Ma io ricostruirò quella casa, affinché lo spirito dei mortali che l'hanno amata continui a vivere nello stesso luogo. La mia casa è ancora lì» avrebbe poi proclamato. Dalle ceneri di Taliesin I e del rapporto con Mamah, in effetti, sorse poi Taliesin II, suggellata dalle nuove nozze con Olga «Olgivanna» Lazovich Hinzenburg (i rapporti con Kitty si erano ormai definitivamente raffreddati, tanto che i due poi si separarono).
Nel frattempo gli ultimi decenni di Wright furono densissimi di committenze e attività, nonostante il trauma economico subito dall'America con la Grande Recessione: forte di due significative pubblicazioni della sua oeuvre (in Olanda nel 1925 e in Germania nel 1926), Wright nel 1930 fu attivo come relatore nell'università di Princeton, e nel 1932 fu invitato dal Museum of Modern Art di New York in ragione del suo ruolo trainante all'interno dell'International Style. Wright, anche nell'anzianità, era un architetto vitale, se non esuberante, persuaso che «la giovinezza persiste in noi, e il miglior periodo della vita si trova dinanzi a noi»: ne sono testimoni l'invito a partecipare al Congresso Mondiale degli Architetti a Mosca nel 1937, la pubblicazione di una monografia a lui dedicata sull''Architectural Forum nel 1938, gli stimolanti dibattiti da lui tenuti a Londra nell'aprile del 1939, la mostra finalmente tenutasi al MoMA newyorchese nel 1951 e l'esposizione itinerante (con tappe a Filadelfia e Firenze) per i suoi Sessant'anni di architettura, fondamentale per esportare anche in Europa il mito di colui che, per citare le parole di Bruno Zevi, si dimostrò capace di conferire «forma architettonica a miti di libertà». Questa notorietà fu ancora più esplosiva con la progettazione di Fallingwater e del Solomon R. Guggenheim Museum, tuttora considerati fra i suoi maggiori capolavori.
Il 4 aprile 1959 Wright fu ospedalizzato in seguito ad alcuni atroci dolori addominali, e poi sottoposto ad un'operazione il 6 aprile dello stesso anno. La sua salute era più che declinante, e già nel 1937 egli aveva patito una feroce polmonite: malgrado sembrasse presentare miglioramenti, egli spirò a Phoenix il 9 aprile 1959. Il suo corpo, inizialmente posto nel cimitero dei Lloyd-Jones, a fianco della Unity Chapel, nel Wisconsin, oggi riposa a Scottsdale, negli Stati Uniti.

## Principi architettonici

### Un architetto ottocentesco o novecentesco?

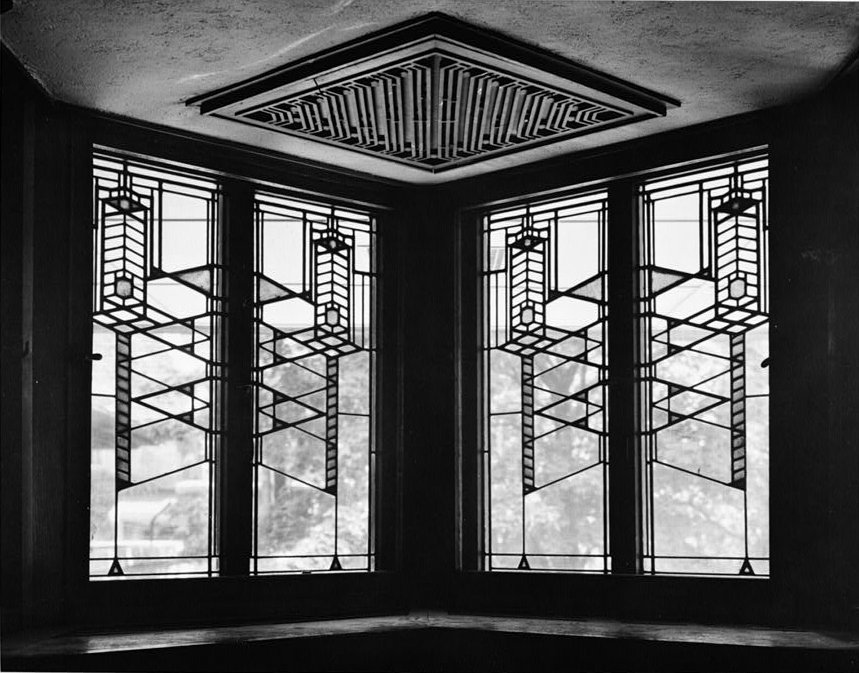
Finestra progettata dallo stesso Wright nella sua Robie House

È stato osservato più volte che Wright nasconde il paradosso di un architetto che, pur essendo tra i più grandi maestri del Modernismo novecentesco, era profondamente radicato nel contesto culturale dell'Ottocento: a notarlo fu soprattutto l'architetto Philip Johnson, il quale – non senza vene di perfidia – sentenziò che Wright era stato l'architetto più significativo del diciannovesimo (e, si badi, non del ventesimo) secolo.
Wright, in realtà, è stato un architetto tutt'altro che obsoleto o antiquato, e questi suoi profondi legami con la cultura ottocentesca sono stati non solo legittimi, ma persino fecondi, come sottolineato dal critico William Cranon:
(William Cranon)

### Influenze
Lungo la sua carriera, Frank Lloyd Wright fu ostinatamente deciso, salvo in alcuni casi episodici, nel negare la presenza di fonti che abbiano potuto influenzare in maniera determinante la sua opera:
(Frank Lloyd Wright)

Egli, in realtà, nel corso di tutta la sua produzione è stato inevitabilmente ispirato da un vasto concorso di fonti, principalmente afferenti al XIX secolo e non necessariamente architettoniche, fra le quali le più significative sono indubbiamente i giochi froebeliani, le realizzazioni di Silsbee, Adler e Sullivan, l'estetica giapponese e, infine, il pensiero trascendentalista di Ralph Waldo Emerson e Walt Whitman.

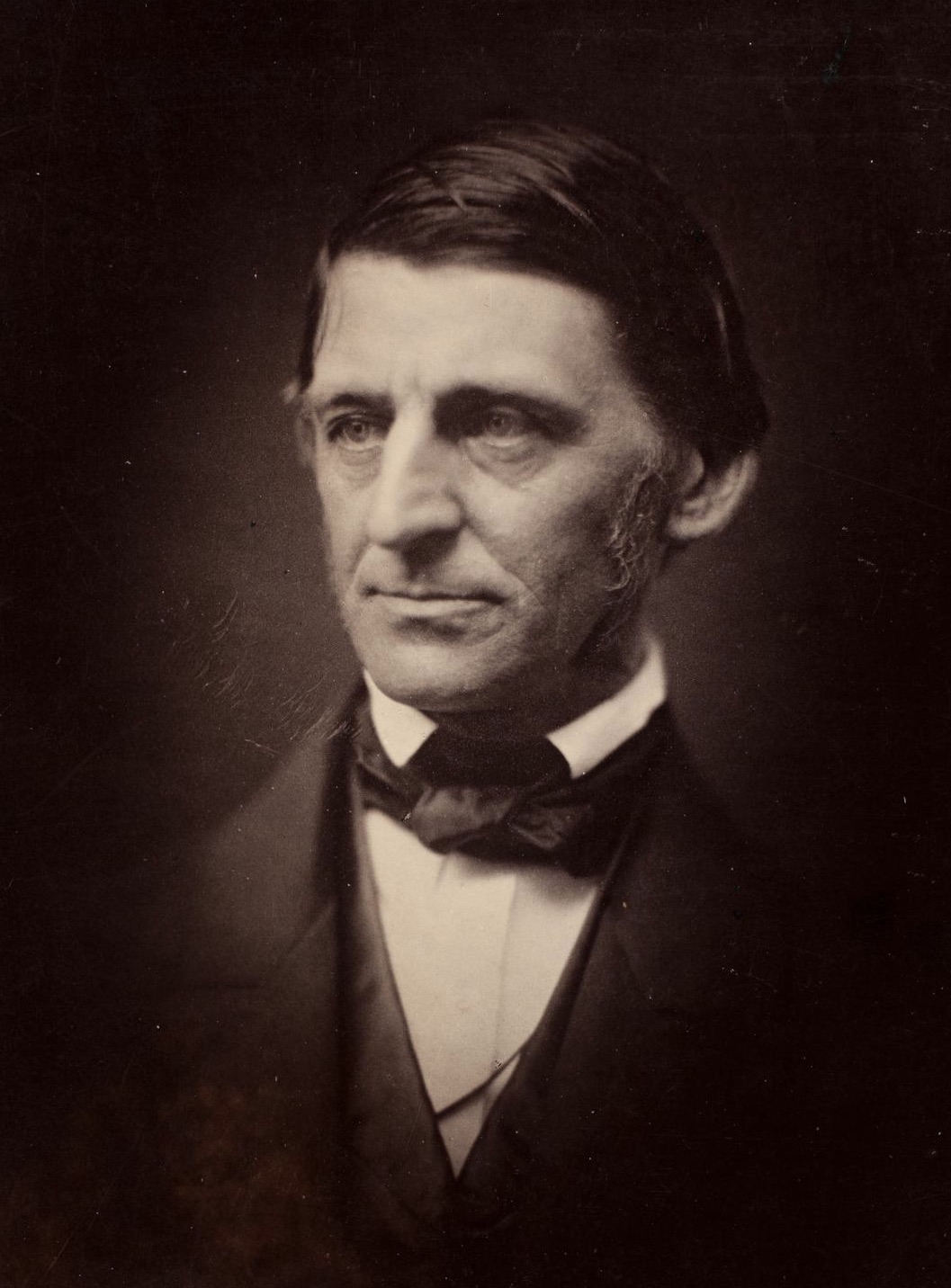
Stampa all'albume di Ralph Waldo Emerson tratta da un dagherrotipo di Josiah Johnson Hawes eseguito nel 1857

#### Ralph Waldo Emerson
La stessa tragica esigenza di doversi proporre come un genio individuale, superuomo iconoclasta in grado di farsi da sé, ingegno architettonico egoista e arrogante, unico e solo, e per questo irripetibile, affonda le proprie radici nel pensiero di Ralph Waldo Emerson, scrittore e filosofo statunitense di matrice trascendentalista. Indiscusso protagonista del pantheon intellettuale della famiglia di Wright, Emerson promuoveva anche l'ideale di un artista che, solitario di fronte alle malevolenze del mondo, non si perdeva dinanzi alle minacce degli intellettuali filistei, né imitava servilmente le creazioni altrui, bensì faceva splendere il proprio genio denunciando così la propria integralità e il proprio valore:
(Ralph Waldo Emerson)
(Ralph Waldo Emerson)
(Ralph Waldo Emerson)
Anche Wright, d'altronde, suggeriva ai propri alunni di Taliesin di «credere con tutto il cuore e servire con tutte le forze ciò in cui si crede», senza «doversi conformare alle esigenze e alle condizioni di un altro» in quanto ne risulterebbe «un cattivo matrimonio e anche un cattivo architetto». Sempre da Emerson, inoltre, Wright desunse un sincero amore per la Natura, la quale veniva concepita come materia grezza, animata da profondi valori estetici e spirituali che riflettevano la grandiosità divina e che l'architetto aveva il compito di esplorare e distillare nelle proprie creazioni.

#### Friedrich Fröbel

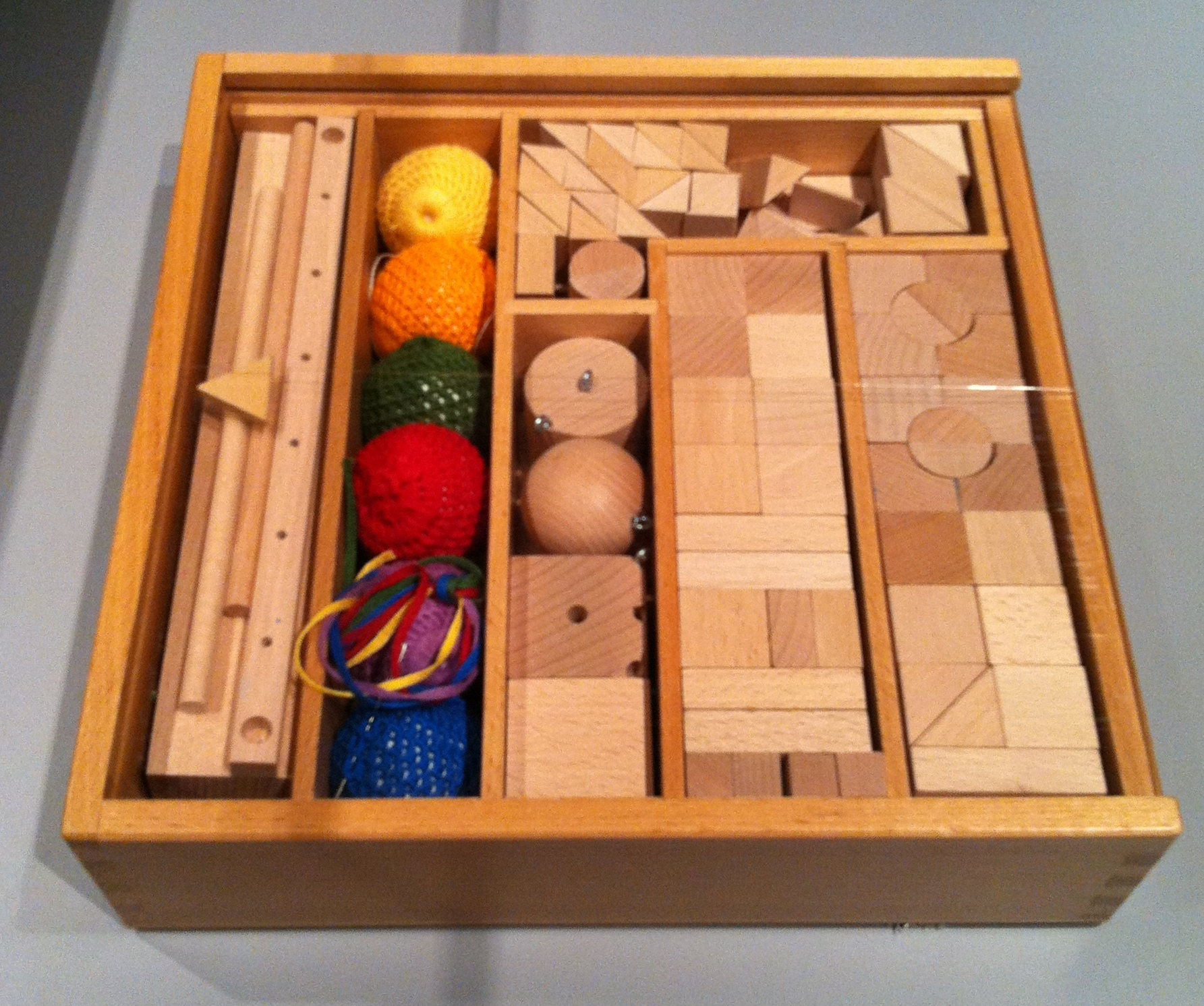
I giochi froebeliani

Se da Emerson Wright aveva appreso che un architetto doveva filtrare l'innata spiritualità intrinseca alla Natura, da Friedrich Fröbel trasse un ulteriore insegnamento, ovvero che tale spiritualità era riconducibile alle forme elementari della geometria euclidea.
Friedrich Fröbel era un educatore e pedagogista tedesco che aveva ideato un gioco basato su «doni» didattici costituiti da blocchetti, sfere, piramidi, griglie modulari e strisce di carta colorata che il fanciullo aveva il compito di manipolare, combinare e ricombinare, sino a comporre dapprima forme geometriche elementari, e poi realtà spaziali più complesse: con quest'attività di composizione, inoltre, il bambino era avviato all'intuizione di verità e significati più profondi impossibili da cogliere mediante formulazioni e spiegazioni verbali. Dalla teoria dei doni, solo apparentemente infantile, Wright trasse secondo molti critici le sue capacità di interpretazione dei rapporti dimensionali fra le forme e manipolazione degli spazi architettonici, sia interni che esterni, e la sua tendenza verso l'astrazione geometrica, sincero atto di fedeltà verso gli insegnamenti di Fröbel, per il quale i bambini dovevano innanzitutto padroneggiare la rappresentazioni delle forme geometriche fondamentali, strumenti essenziali con cui cogliere l'esteriorità della natura, prima di approdare al disegno dal vero.
Di seguito si riportano alcune memorie dello stesso Wright:
(Frank Lloyd Wright)

#### Il Giappone

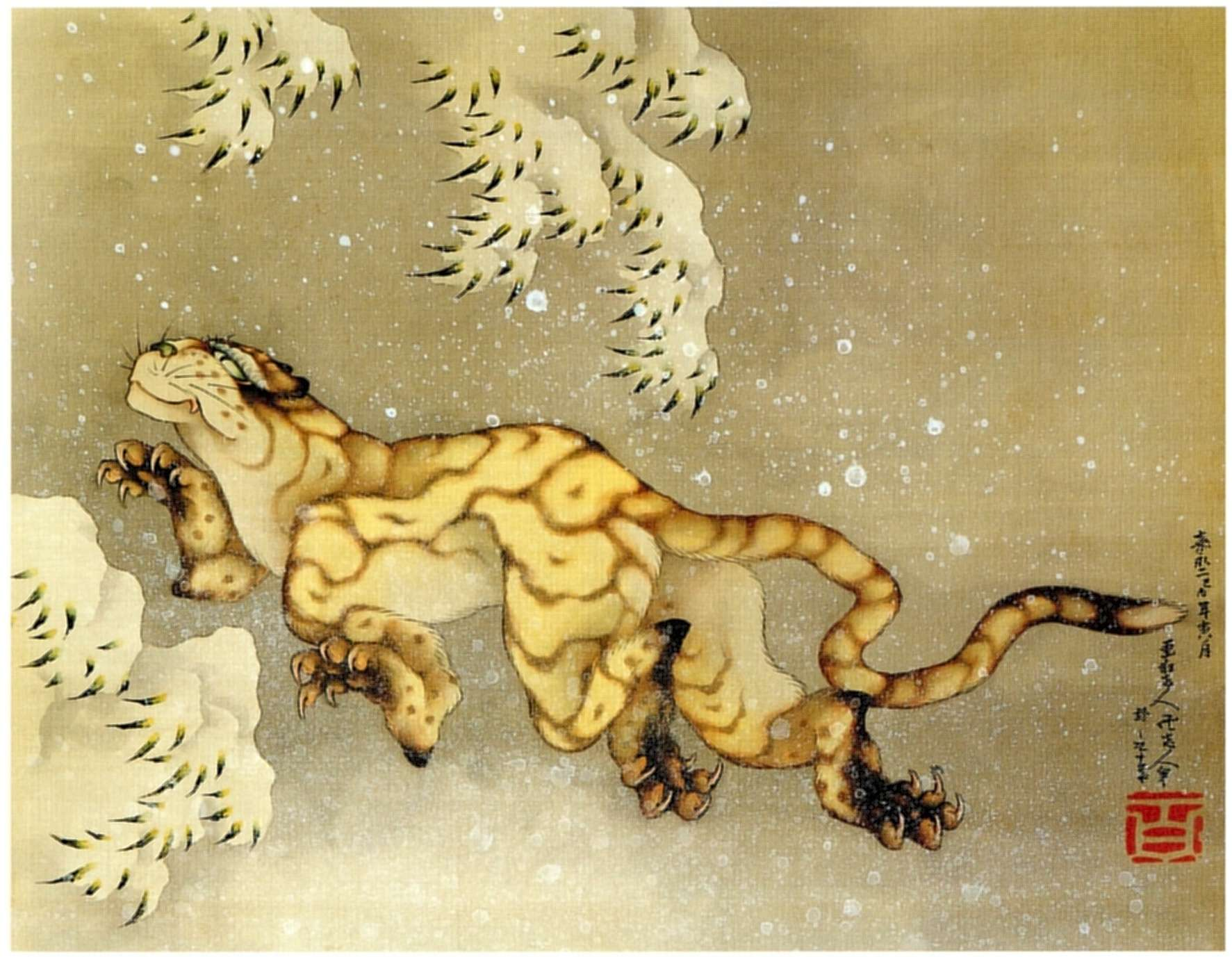
Tigre nella neve di Katsushika Hokusai

Altra potente fonte d'ispirazione per l'architettura di Wright fu l'estetica del Giappone. L'architetto fu sempre restio ad ammettere l'influenza che l'architettura nipponica esercitò sulla sua opera, temendo forse che quest'ultima perdesse di originalità e conseguentemente si svalutasse: fu per questo motivo che egli preferì sempre parlare di stampe, e non costruzioni, giapponesi, in modo tale da ammetterne il debito senza per questo sacrificare la propria eccezionalità. Di seguito si riporta una citazione dello stesso Wright:
(Frank Lloyd Wright)
Subendo potentemente la fascinazione dello Ho-o-den, il tempietto giapponese filologicamente ricostruito in occasione della Fiera Colombiana di Chicago del 1893, oltre che della lettura de Il libro del tè di Okakura Kakuzo, scrittore che predicava la supremazia dell'Oriente sulla corrotta civiltà occidentale, Wright divenne un avido collezionista di stampe giapponesi e un fervente ammiratore della cultura nipponica in generale. Quest'ultima era già riuscita a conquistare il gusto occidentale, grazie alla mediazione di pittori come Whistler e di critici-commercianti come i fratelli de Goncourt, anche se la maggior parte dei suoi fruitori la recepiva in maniera ingenua, acritica, inscenando con essa «una raffinata ma effettiva forma di evasione esotica di netta impronta snobistica». Wright, al contrario, accoglie l'influenza della cultura figurativa nipponica in maniera non meramente citazionista, bensì assolutamente positiva, traendone profondi insegnamenti etici ed estetici: l'essenzialità lineare delle loro forme eleganti e stilizzate, il loro nitore visivo, la loro tendenza a semplificare le forme e i colori, eliminando tutto ciò che risulta superfluo; la natura che in tali immagini, operando un'immersiva compenetrazione, informa di sé ogni sfaccettatura dell'agire umano sono tutte caratteristiche delle stampe giapponesi che Wright accolse entusiasticamente e che non esitò a trasporre in chiave architettonica nelle proprie realizzazioni.
Secondo Wright, in sintesi, la xilografia a colori giapponese è stata una lezione importante per l'Occidente proprio perché, depurata da ogni ricercatezza, riesce a cogliere grazie alla semplificazione, che non è banalizzazione (tanto che l'«eliminazione del superfluo» fu un tema su cui egli meditò spesso), la struttura della realtà oltre ogni diversificazione dell'apparenza, annullando così l'impercettibile opposizione tra il conoscitore e il conosciuto, tra l'oggetto e il soggetto: tutti concetti tradotti architettonicamente con una osmotica gestione dello spazio che in numerose opere wrightiane - come la Casa sulla cascata - dall'esterno fluisce verso l'interno senza interruzioni.

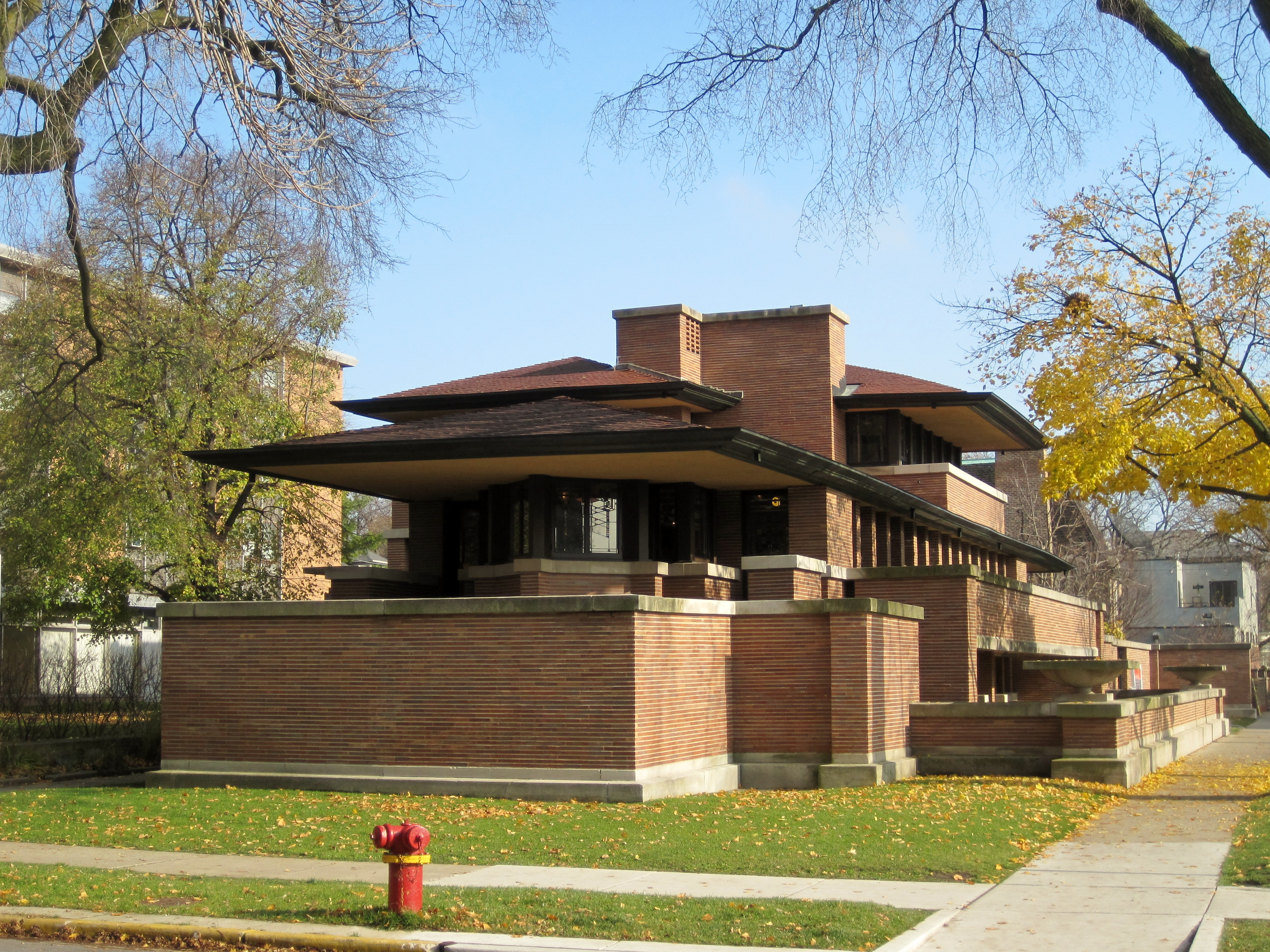
La Robie House

### Le case della prateria
Dal proprio battesimo professionale, dalle stampe giapponesi, dal trascendentalismo e dalla didattica froebeliana Wright derivò insegnamenti irripetibili, che mise in essere nelle prairie houses, «case della prateria». Meditando a lungo sul problema dell'abitazione, infatti, Wright giunge a denunciare l'assoluta inadeguatezza dell'edilizia residenziale presente a Chicago, le cui praterie risultavano irrimediabilmente «irte di superfluo in ogni loro parte, con ogni espediente possibile [...] scatole bucherellate dappertutto per lasciar entrare la luce».
Il netto e veemente rifiuto a questo modo di fare edilizia, frutto di anni di conformismo e di inerzia accademica, si traduce pertanto nell'esigenza di strutture residenziali nuove, semplici, prive di superfetazioni superflue, ispirate alle reali necessità dell'abitare quotidiano e generalmente rispondenti ai criteri di un'architettura che Wright battezzò organica. La nuova casa americana auspicata (e poi progettata) da Wright, pertanto, abolisce tutti quegli elementi superflui alla progettazione e per questo dannosi, a partire innanzitutto dalle partizioni interne: la prima vittoria di Wright, infatti, consisté proprio nella distruzione della scatola muraria, nell'annullamento della secolare schiavitù delle artificiose pareti divisorie ad angolo retto che, lacerando il volume edilizio in tante unità ambientali isolate e non comunicanti («celle di istituti carcerari» secondo l'architetto), annullava quella reciproca interpenetrazione tra i singoli elementi funzionali necessaria per garantire buoni standard abitativi. La demolizione dell'involucro scatolare e la negazione dello spazio inteso come enfilade simmetrica coincidono per Wright con un nuovo modo di concepire la distribuzione interna, interpretata in maniera libera e fluida grazie alla rinuncia ai corridoi come dispositivo distributivo, a un calibrato dosaggio tra spazi compressi e spazi ampi, e al ricorso ad un'esigua quantità di tramezzi.
Fulcro fisico e ideale della distribuzione delle case della prateria wrightiane era infine il caminetto, archetipo del focolare domestico che anima in maniera quasi sacra la vita familiare, il quale con la sua stabile massa si impone al centro di queste abitazioni: «Vedere la fiamma vivida che arde tra i solidi muri della casa mi dava una sensazione di piacevole benessere; una sensazione che mi induceva al riposo», avrebbe ammesso lo stesso Wright.

### L'architettura organica

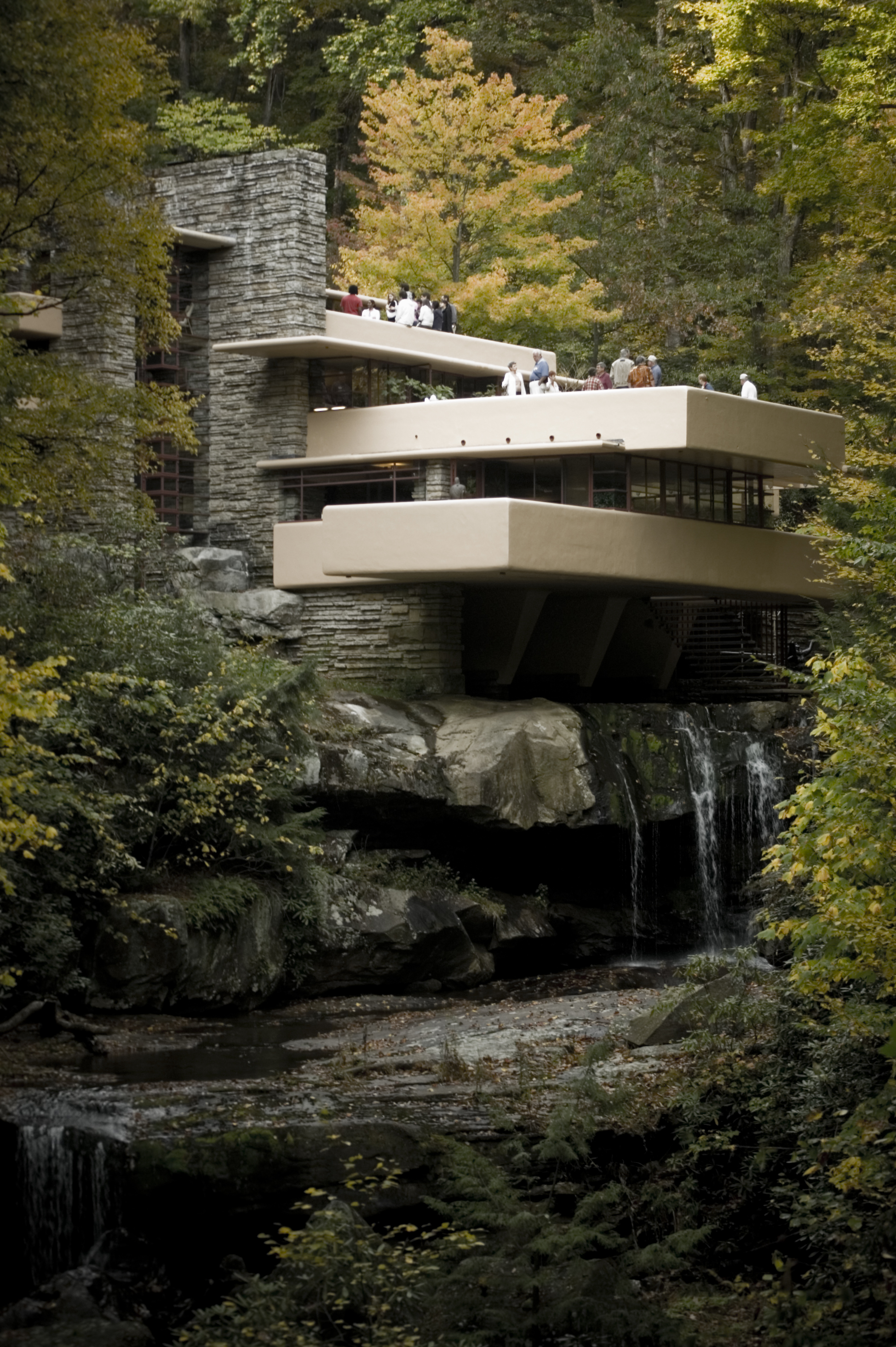
Fallingwater

Il nuovo modo di fare architettura promosso da Wright, mediante il rifiuto di ogni imbrigliante referenza accademica, era inoltre caratterizzato da un profondo legame con il sito in cui andava collocandosi. Per Wright, infatti, un prodotto architettonico non doveva semplicemente restituire un risultato estetico finale gradevole, bensì doveva integrarsi in maniera riuscita con il contesto circostante: forte del pensiero trascendentalista, Wright - oltre a promuovere un ritorno dall'artificio alla semplicità - nutriva un'autentica venerazione nei confronti della Natura, intesa come astrazione dal sapore settecentesco e come fonte di benessere personale, spirituale e anche fisico per chi si fosse dimostrato in grado di coglierne il lato mistico. Una rispettosa armonia tra ambiente costruito e ambiente naturale, dunque, avrebbe consentito al fruitore di essere protagonista delle gioie della Natura e di farle proprie: da queste istanze si sarebbe mossa quella che Wright battezzò «architettura organica».
Quello dell'«architettura organica» è un concetto spesso svilito da frequenti banalizzazioni che intendono rievocare forme arrotondate e avvolgenti presuntivamente ispirate dalla Natura, o riallacciarsi all'utopia di una «architettura naturale» (concetto che non esiste in sé). Lo stesso Wright era consapevole delle distorsioni a cui era soggetta la sua filosofia progettuale, e sentì la necessità di precisare personalmente il senso stesso della sua missione architettonica:
Quando Wright si riferisce a un'architettura organica, pertanto, parla di un principio di armonia, sviluppo e coerenza analogo ai rapporti equilibrati e coordinati delle parti già presenti ad esempio nell'architettura classica:
(Frank Lloyd Wright)
E ancora:
(Frank Lloyd Wright)

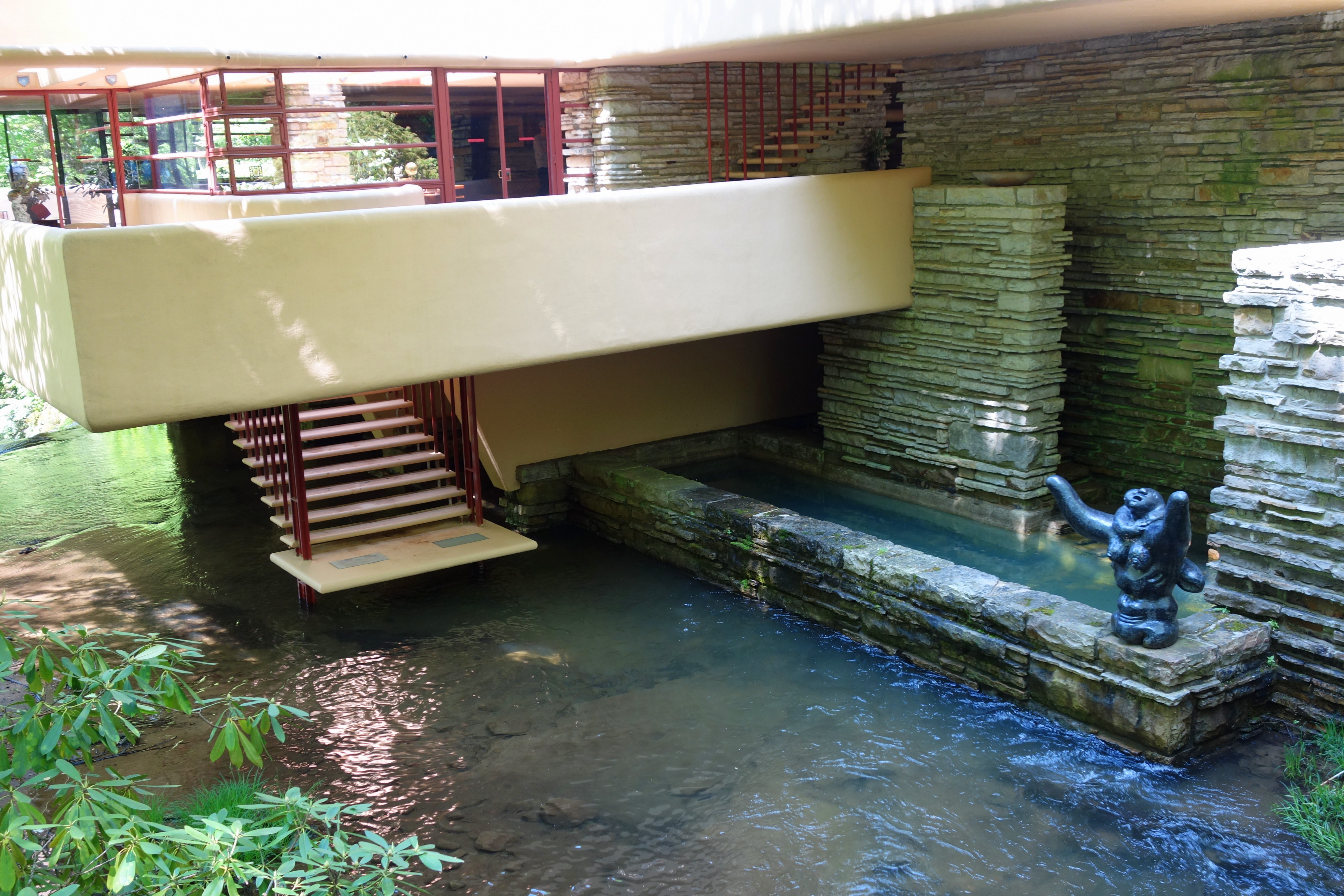
Il rapporto tra la Casa sulla cascata e il torrente sottostante

Da queste citazioni emerge come l'architettura organica proposta da Wright abiura dal ricorso a forme sterilmente organiciste, giudicandolo inerte per ricercare il radicamento al proprio contesto, e nega ad esempio l'antinaturalismo sia materico che spaziale del funzionalismo di Le Corbusier (di cui approva il concetto di pianta libera e l'impiego del cemento armato, ma rifiuta la standardizzazione e l'esaltazione della macchina). Al contrario, un approccio propriamente organico sarà secondo Wright quello in cui «la forma e la funzione sono una cosa sola», citando sempre le parole dell'architetto, e dove verrà fatta attenzione al rapporto armonico tra le parti e il tutto, tra l'abitante e l'abitato, tra l'edificio e il contesto, instaurandovi una dialettica di cui l'architettura può essere espressione.
Esempio paradigmatico, in tal senso, è la celebre Casa sulla cascata, che si rapporta armoniosamente al sottostante torrente con un sapiente gioco dialettico tra la gravità compressiva delle pareti verticali in pietra e la smaterializzazione leggera delle terrazze a sbalzo in cemento armato, quasi a voler estendere la stratificazione rocciosa su cui sorge la casa fin sopra la cascata. Gli stessi interni, parallelamente, costituiscono una polifonia di spazi che incorporano metaforicamente gli elementi dell'ambiente in cui la casa è collocata: l'aria, evocata nel lucernario; l'acqua, presenza sia fisica e visiva con l'aggetto sul torrente, che sonora con il suo scroscio che attraversa ritualmente gli spazi; il fuoco, nel consueto camino; la roccia, citata talora integralmente come nel grande masso antistante il focolare, talora subliminalmente nelle lastre litiche lavate e levigate della pavimentazione. Similmente ai tanto amati maestri giapponesi come Hokusai, in questo modo, Wright riesce a cogliere l'essenza spirituale presente nel mondo esterno e a introiettarla nella propria opera, dando così vita a un'architettura intimamente coniugata con la natura in cui si colloca: il tema, in questo modo, non è il rispetto o meno dell'ambiente circostante, ma l'approccio organico con cui il manufatto diventa così radicato in un contesto per cui non si può più pensare tale luogo senza una simile relazione.

## Opere selezionate

### Libri
- Ausgeführte Bauten und Entwürfe von Frank Lloyd Wright (portfolio di Wasmuth) (1910);
- An Autobiography, 1932.
- An Organic Architecture: The Architecture of Democracy (1939);
- In the Cause of Architecture: Essays by Frank Lloyd Wright for Architectural Record 1908–1952 (1987);
- Visions of Wright: Photographs by Farrell Grehan, Introduction by Terence Riley ISBN 0-8212-2470-0 (1997).

### Progetti
- Frank Lloyd Wright Home and Studio, Oak Park (Illinois), 1889–1909
- William H. Winslow House, River Forest (Illinois), 1894
- Warren Hickox House, Kankakee, 1900
- Frank Thomas House, Oak Park (Illinois), 1901
- Ward Winfield Willits Residence, Highland Park (Illinois), 1901
- Dana-Thomas House, Springfield (Illinois), 1902
- Larkin Administration Building, Buffalo (New York), 1903 (demolito, 1950)
- Darwin D. Martin House, Buffalo (New York), 1903–1905
- Unity Temple, Oak Park, Illinois, 1904
- Dr. G.C. Stockman House, Mason City (Iowa), 1908
- Edward E. Boynton House, Rochester (New York), 1908
- Frederick C. Robie Residence, Chicago, Illinois, 1909
- Park Inn Hotel, Mason City (Iowa), 1910
- Taliesin, Spring Green (Wisconsin), 1911 & 1925
- Midway Gardens, Chicago, Illinois, 1913 (demolito, 1929)
- Hollyhock House (Aline Barnsdall Residence), Los Angeles, 1919–1921
- Ennis House, Los Angeles, 1923
- Imperial Hotel, Tokyo, Giappone, 1923 (demolito, 1968; hall di ingresso ricostruita a Meiji Mura nei pressi di Nagoya, 1976)
- Graycliff, Derby (New York), 1926
- Westhope (Richard Lloyd Jones Residence, Tulsa (Oklahoma), 1929
- Malcolm Willey House 1934, Minneapolis (Minnesota)
- Casa sulla cascata (Edgar J. Kaufmann Sr. Residence), Mill Run, Pennsylvania, 1935–1937
- Johnson Wax Headquarters, Racine (Wisconsin), 1936
- First Jacobs House, Madison (Wisconsin), 1936–1937
- Taliesin West, Scottsdale (Arizona), 1937
- Herbert F. Johnson Residence ("Wingspread"), Wind Point (Wisconsin), 1937
- Ben Rebhuhn House, Great Neck Estates (New York), 1938
- Pope–Leighey House, Alexandria (Virginia), 1941
- Child of the Sun, Florida Southern College, Lakeland (Florida), 1941–1958
- First Unitarian Society of Madison, Shorewood Hills (Wisconsin), 1947
- V. C. Morris Gift Shop, San Francisco, 1948
- Kenneth Laurent House, Rockford (Illinois), l'unica casa di Wright a essere accessibile dai disabili, 1951
- Patrick and Margaret Kinney House, Lancaster (Wisconsin), 1951–1953
- Lindholm House (Mäntylä), Minnesota, 1952
- Price Tower, Bartlesville (Oklahoma), 1952–1956
- Sinagoga Beth Sholom di Elkins Park, Elkins Park (Pennsylvania), 1954
- Hoffman Auto Showroom, New York, 1954
- Annunciation Greek Orthodox Church, Wauwatosa (Wisconsin), 1956–1961
- Kentuck Knob, Ohiopyle (Pennsylvania), 1956
- Marshall Erdman Prefab Houses, various locations, 1956–1960
- Duncan House, Lisle, Illinois, 1957
- Marin County Civic Center, San Rafael (California), 1957–1966
- R.W. Lindholm Service Station, Cloquet (Minnesota), 1958
- Solomon R. Guggenheim Museum, New York City, 1956–1959
- Gammage Auditorium, Tempe (Arizona), 1959–1964